# 모락중학교
모락중학교(慕洛中學校)는 대한민국 경기도 의왕시 오전동에 있는 공립 중학교이다.

## 학교 연혁
- 2008년 1월 7일 : 설립인가(24학급)
- 2008년 2월 25일 : 교사 준공
- 2008년 3월 1일 : 초대 정순근 교장 취임
- 2008년 3월 3일 : 제1회 입학식(302명 입학)
- 2011년 2월 10일 : 제1회 졸업식(278명 졸업)
- 2021년 1월 8일 : 제11회 졸업식 (215명 졸업)
- 2021년 3월 1일 : 제6대 허명회 교장 취임
- 2021년 3월 2일 : 제14회 입학식 (244명 입학)

## 참고 자료
- 모락중학교 - 한국교육학술정보원 학교알리미